# Varga Mihály (újságíró)
Varga Mihály (Kunágota, 1928. január 4. – Kecskemét, 2015. április 18.) tanár, író, költő, újságíró, szerkesztő, a Forrás című folyóirat alapító főszerkesztője, majd a Petőfi Népe című napilap rovatvezetője és főmunkatársa. Irodalomtörténeti, szociográfiai és szépirodalmi művek szerzője.

## Életrajza

### Fiatalkora
Kunágotán született, szegény paraszti családban, édesanyja Juhász Piroska uradalmi cseléd, édesapja id. Varga Mihály. Az általános iskolát Kunágotán végezte, majd ugyanott kereskedő tanonciskolába járt. Budapesten a Központi Vásárcsarnokban kereskedő segéd, később önálló vegyeskereskedő lett szülőfalujában. 1948-ban a szegedi Népi Kollégiumba (NÉKOSZ) járt egyetemi előkészítőre, majd egy évig a budapesti Pázmány Péter Tudományegyetem Egyetemi Orosz Intézetének volt hallgatója. 1950-től a budapesti Zalka Máté Honvéd Tiszti Iskola hallgatója, 1950–1956 között a Magyar Néphadsereg állományában hivatásos tiszt, századosi rangban szerelt le. 1954-ben megnősült, felesége Subicz Terézia óvónő. Két gyermekük született, Mihály (1956) és Zsuzsanna (1961).

### Kecskeméti munkássága
1956–1959 között a Bács-Kiskun megyei Tanács Művelődési Osztályán művészeti előadó, 1957–1959 között a Katona József Társaság titkára, 1959–1966 között a kecskeméti 607. Ipari Szakmunkásképző Intézet tanára, 1964–1969-ben az Eötvös Loránd Tudományegyetem magyar - történelem szakos levelező hallgatója, 1964-1966 között az országos hírű Orfeusz Irodalmi Színpad vezetője volt. 1966–1969 között Kecskeméten a Berkes Ferenc Kereskedelmi Középiskolában magyar-történelem szakos tanár és kollégiumi nevelő és az aranyérmes Berkes Ferenc Ifjúsági Klub vezetőjeként dolgozott. 1962-ben az Aranyhomok című antológia szerkesztője lett.

### Újságírói tevékenysége
1967–1968 között a Kiskunság című folyóirat felelős szerkesztője, 1969–1972 között a Forrás című irodalmi-művészeti folyóirat alapító főszerkesztője volt. 1972-ben politikai nézetei miatt leváltotta a hatalom, nagy szerepe volt ebben Aczél Györgynek, akkori MSZMP KB ideológiai titkárnak. 1972–1985 között a kecskeméti Petőfi Népe című napilap munkatársa, rovatvezetője, majd főmunkatársa volt. Verseket, novellákat, szociográfiai műveket, kritikákat írt. Irodalmi művei 1957-től jelentek meg, többek között a Petőfi Népe irodalmi mellékletében, a Tiszatájban, valamint budapesti, debreceni és pécsi folyóiratokban.

### Nyugdíjas évei
Nyugdíjba vonulása után is folyamatosan írt. Cikkei gyakran jelentek meg a Kecskeméti Lapokban és más helyi kiadványokban, az elmúlt időkben igen gyakran adott ki újabb és újabb könyveket.

## Főbb művei
- 1979 - Öt évtized a jövő szolgálatában (szerkesztő)
- 1982 - Aranyhomok 1962-1982
- 1984 - Két évtized a homokon
- 1998 - Sántha György élete és munkássága (életrajzi mű)
- 2003 - Dr. Orosz László élete és munkássága (életrajzi mű)
- 2004 - Aforizmák (15 év válogatott egysorosai) Bába Kiadó
- 2005 - Szekér Endre írói világa (tanulmány)